# Pierre Lanfrey
Pierre Lanfrey [ejtsd: lanfré] (Chambéry, 1828. október 28. – Pau, 1877. november 15.) francia történetíró és politikus.

## Életútja
Jogot végzett, azután irodalomtörténeti és bölcsészeti tanulmányokkal foglalkozott és 1870-ben a nemzetgyűlésbe választották, ahol mint Thiers híve, a balközéphez csatlakozott. 1875-ben a szenátus örökös tagjának nevezték ki. Fő műve a Histoire de Napoléon I (5 kötet, 1867-75), melyben mint úttörő a Thiers által a történelembe bevitt Napóleon-legendát levéltári kutatásai alapján teljesen megingatta. Összes munkái (Œuvres complètes) 1879-ben és az azutáni években jelentek meg, levelezése pedig 1885-ben.

## Nevezetesebb művei
- L'Église et les philosophes au XVIII. siècle (2. kiad., 1857)
- Essai sur la révolution française (1858)
- Histoire politique des papes (új kiad. 1880)
- Lettres d'Éverard (új kiad., 1878)
- Études et portraits politiques (1865)